# Дяковський Юрій Іванович
Ю́рій Іва́нович Дяко́вський (27 лютого 1989, Стрий, Українська РСР — квітень 2014, Слов'янськ, Донецька область) — український студент та активіст, учасник Євромайдану. В квітні 2014 під час розвідки в Донецькій області, потрапив у полон до російських сепаратистів та був закатований. Герой України (2015, посмертно).

## З життєпису
Мешкав Юрій Дяковський у місті Стрий. 2006 року закінчив Стрийську гімназію імені Митрополита Андрея Шептицького. Захоплювався історією, правознавством та математикою. У 9 років мав юнацький розряд по шахах. У старших класах став переможцем 16 предметних олімпіад.
Згодом навчався в Івано-Франківському національному технічному університеті нафти і газу.
У грудні 2013 року поїхав до Києва, де протягом кількох місяців брав участь у протестних акціях. 10 лютого приєднався до київського осередку Правого сектору. Відстоював барикади на Інститутській і Грушевського, неодноразово брав участь у патрулюванні Києва. Під час розстрілів на Інститутській отримав поранення в руку гумовою кулею, але попри це, кинувся рятувати інших поранених, допомагав витягати людей під час пожежі в Будинку профспілок. 20 лютого мав ще одне поранення в шию — куля пройшла в сантиметрі від сонної артерії.

## Обставини загибелі
З початком російської агресії на сході України разом із побратимами з «Правого сектора» проходив вишколи під Києвом, готуючись до війни, яку вважали неминучою.
У квітні 2014 року разом з товаришами вирушив до міста Слов'янськ, Донецької області, з метою здійснення розвідки та зібрання інформації про сепаратистів. Це була їхня власна ініціатива.
16 квітня хлопці прибули до Харкова, того ж дня увечері рушили до кордону з Донецькою областю. Їх було п'ятеро: «Апостол» — Роман Постол, «Патріот» — Юрій Поправка, «Марк» — Іван Макаров, «Кірпіч» — Юрій Дяковський, та, за проханням, «Патріота», до них долучився «Вовк» — Віталій Ковальчук.
У полон потрапив 17 квітня. Того дня хлопці спробували пробратися до Слов'янська, але були виявлені сепаратистами. Зав'язався бій, в ході якого група розділилася.  Постолу та Макарову пощастило повернутися до своїх. Поправка ще на початку бою заблукав і пізніше потрапив у полон на іншому блокпосту (в'їзд у Слов'янськ з боку села Глибока Макатиха). Ковальчук піймав попутню машину і поїхав у напрямку Ізюму, але  машину зупинили сепаратисти і його також взяли в полон.
Дяковського сепаратисти помітили й оточили при переході греблею річки. Він до останнього відстрілювався, але набої швидко закінчилися. За свідченнями Ковальчука, якого пізніше вдалося звільнити, Дяковського били з особливою жорстокістю — як за те, що відстрілювався, так і за те, що відмовився перейти на російську. «Він був родом із Львівської області — відтак, автоматично ставав для бойовиків „лютим бандерівцем“ та ще більшою загрозою», — зазначив Ковальчук.
28 квітня тіло Юрія Дяковського було знайдено в річці Казенний Торець поблизу Слов'янська з ознаками насильницької смерті, (там же 19 квітня знайшли і тіла Юрія Поправки і Володимира Рибака). Тіло було настільки понівечене, що рідні впізнали хлопця лише за шрамом на шиї, який залишився від кулі.
Після тривалих переговорів з терористами, 5 травня тіло Дяковського віддали представникам Донецької облдержадміністрації і перевезли до Донецька, звідки труна з тілом загиблого вирушила до Стрия.
Похований 8 травня 2014 року в рідному місті. Попрощатись з Юрком прийшли тисячі містян. Люди стояли вздовж дороги, по якій несли труну з Юрком, і скандували: «Герої не вмирають!».
У Юрка залишилися батьки, брат Олег.

## Нагороди
- Звання Герой України з удостоєнням ордена «Золота Зірка» (20 лютого 2015, посмертно) — за громадянську мужність, патріотизм, героїчне відстоювання конституційних засад демократії, прав і свобод людини, самовіддане служіння Українському народові, виявлені під час Революції гідності[7]
- Медаль «За жертовність і любов до України» (посмертно, 4 липня 2015 року).
- Відзнака ДУК «Правий сектор» «Бойовий Хрест Корпусу» (посмертно, № відзнаки 029. Наказ № 108/18 від 20 квітня 2018 року).

## Вшанування пам'яті
- Кабінет Міністрів України 15 листопада 2017 р. заснував в числі стипендій імені Героїв Небесної Сотні для студентів та курсантів закладів вищої освіти державної форми власності, які здобувають вищу освіту стипендію імені Юрія Дяковського за спеціальністю «Психологія».[8]
- Почесний громадянин Стрия[9].
- На фасаді Стрийської гімназії ім. Митрополита Андрея Шептицького встановлено меморіальну дошку. 26 травня 2017 року меморіальну дошку було осв'ячено.
- На будівлі Служби безпеки України у Слов'янську встановлено меморіальну дошку.[3]
- 14 жовтня 2020 року в Стрию відкрито пам'ятник Юрію Дяковському.
- Ім'я Дяковського увічнене в Києві на Меморіалі Героїв Небесної Сотні та на Алеї пам'яті Героїв Небесної Сотні Львівщини в Жидачеві.